# João Pacheco de Miranda
João Pacheco de Miranda (Porto, 2 de abril de 1952) é um jornalista português.
Foi o correspondente da RTP na América Latina desde 2007 até 2016. Sendo substituido por Luís Baila.
Com sede no Rio de Janeiro, sendo no entanto responsável por cobrir toda a região da América do Sul. Tem no currículo várias histórias de conflito nas favelas brasileiras, a queda do voo 447 da Air France no Oceano Atlântico, o sismo no Chile em 2010, a eleição do Papa Francisco em Buenos Aires, as eleições na Venezuela, entre outras. 
No final da década de 80, apresentou o Jornal da Tarde.